# Roncesvalles (kommun)
Roncesvalles är en kommun i Colombia.   Den ligger i departementet Tolima, i den centrala delen av landet, 180 km väster om huvudstaden Bogotá. Antalet invånare är 6 269.